# 坦噶尼喀湖亮麗鯛
坦噶尼喀湖亮麗鯛（学名：Lamprologus kungweensis）為輻鰭魚綱鱸形目隆頭魚亞目慈鯛科的其中一種，被IUCN列為極危保育類動物，分布於非洲坦干伊喀湖流域，體長可達8公分，棲息在中底層水域，生活習性不明，可作為觀賞魚。